# Crystal Cove Historic District

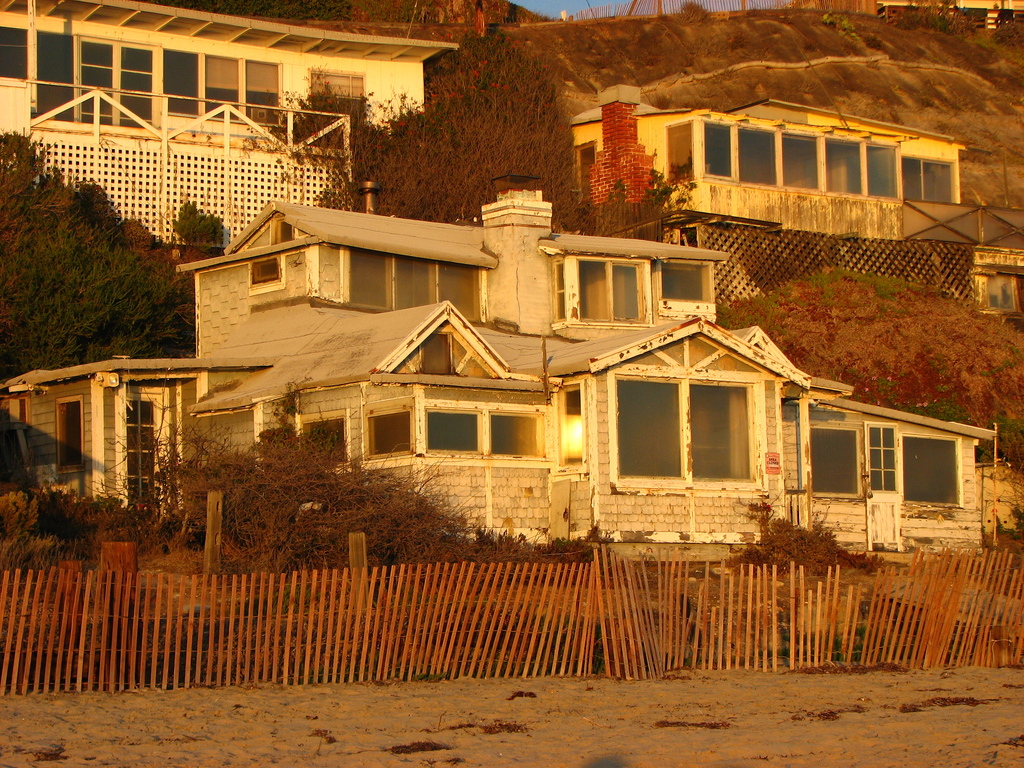
Historische Strandhäuser

Der Crystal Cove Historic District ist eine kleine Siedlung aus historischen Holzhäusern, die im Crystal Cove State Park im US-Bundesstaat Kalifornien liegt. Seit dem 15. Juni 1979 ist der Ort als Historic District im National Register of Historic Places verzeichnet.
Der Historic District erstreckt sich auf rund 50.000 Quadratmetern entlang eines Sandstrands am Pazifischen Ozean. Die Gebäude liegen direkt an der Küste und in den steil abfallenden Klippen. 

## Geschichte

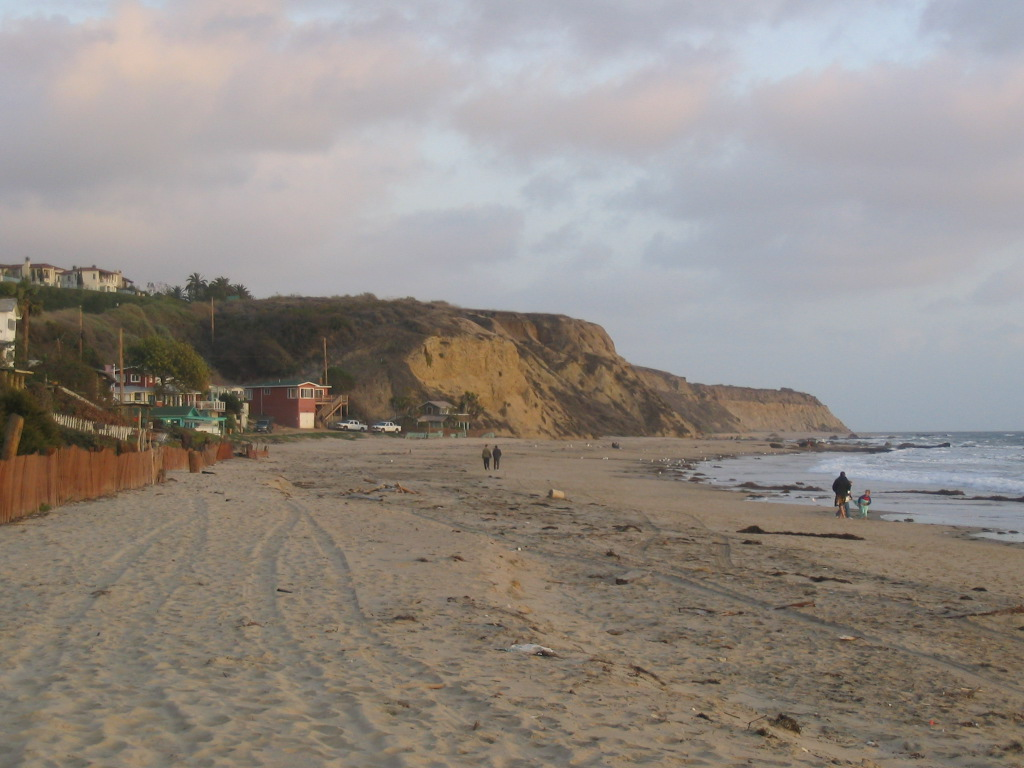
Cottages am Strand

Seit den frühen 1920er-Jahren wurde die Gegend als Erholungsgebiet genutzt. Zelte und Wohnwagen dienten den Urlaubern als Übernachtungsgelegenheiten. In den 1930ern begannen die Bewohner mit dem Bau dauerhafter Unterkünfte. Nach und nach entstanden dutzende kleine Cottages. Zu diesem Zeitpunkt nutzte die Filmindustrie aus dem nahen Hollywood die Siedlung als Südsee-Kulisse.
Ende der 1930er-Jahre verbot die Irvine Company, der das Gelände gehörte, jede weitere Entwicklung. Der Bundesstaat Kalifornien kaufte es dem Unternehmen schließlich 1979 ab. Noch im selben Jahr wurde die Siedlung in das National Register of Historic Places aufgenommen.
Die historischen Holzhäuser gelten als Musterbeispiele der Küstenentwicklung im frühen 20. Jahrhundert. Von den Cottages sind heute noch 46 vorhanden. Davon wurde etwa die Hälfte wieder hergerichtet und bewohnbar gemacht. Die Häuser stehen Urlaubern mietweise zur Verfügung. Die Crystal Cove Alliance sorgt für die Wiederbelebung und Erhaltung der Siedlung. 
Jeden zweiten Samstag im Monat finden Führungen statt, die über die Geschichte des Crystal Cove Historic Districts informieren.

## Der Crystal Cove Historic District in Kunst und Medien
Die Siedlung diente als Kulisse mehrerer Film- und Fernsehproduktionen, darunter:
- Freundinnen (1988), das Strandhaus der Hauptfigur Cecilia Bloom (Bette Midler) befand sich im Crystal Cove Historic District.

Die historische Strandhaussiedlung war ursprünglich als Filmkulisse errichtet worden.